# Сесіл Гілі
Сесіл Гілі (англ. Cecil Healy, 28 листопада 1881 — 29 серпня 1918) — австралійський плавець.
Олімпійський чемпіон 1912 року.